# 5-й гвардейский отдельный моторизованный штурмовой инженерно-сапёрный батальон
5-й гвардейский отдельный моторизованный штурмовой инженерно-сапёрный батальон — гвардейское формирование (воинская часть) инженерных войск Красной и Советской Армии ВС Союза ССР.
Полное действительное наименование, после окончания Великой Отечественной войны — 5-й гвардейский Севастопольский, орденов Кутузова, Александра Невского и Трудового Красного Знамени моторизованный штурмовой инженерно-сапёрный батальон.

## Наименования
| 9-й отдельный сапёрный батальон Северо-Кавказского округа | 15 июля 1922        |
| 19-й отдельный сапёрный батальон 9-го стрелкового корпуса | 1 апреля 1938       |
| 19-й отдельный Краснознамённый сапёрный батальон 9-го стрелкового корпуса | январь 1941         |
| 19-й отдельный Краснознамённый сапёрный батальон 44-й армии | с 10 марта 1942     |
| 19-й отдельный Краснознамённый сапёрный батальон 28-й армии | 1 ноября 1943       |
| 5-й Гвардейский отдельный Краснознамённый инженерный батальон | 1 апреля 1943       |
| 5-й гвардейский отдельный мото-штурмовой инженерно-сапёрный ордена Трудового Красного Знамени Севастопольский батальон | 24 мая 1944         |
| 5-й Гвардейский отдельный мото-штурмовой инженерно-сапёрный ордена Трудового Красного Знамени Севастопольский батальон (п.п 91194) 22-й Гвардейской моторизованной штурмовой инженерно-сапёрной бригады резерва Главного Командования             | май 1944 — июнь1945 |
| 5-й гвардейский отдельный мото-штурмовой инженерно-сапёрный орденов Александра Невского, Кутузова ІІІ ст, Трудового Красного Знамени Севастопольский батальон 22-й Гвардейской Моторизованной Штурмовой Инженерно-Сапёрной Берлинской бригады РГК | 04.06.45            |
| 8-й гвардейский отдельный инженерно-сапёрный орденов Александра Невского, Кутузова ІІІ ст, Трудового Красного Знамени Севастопольский батальон 2-й Гвардейской инженерно-сапёрной Берлинской бригады                                              | ноябрь 1945         |

## История
Воинская часть была сформирована 15 июля 1922 года в городе Ростов на Дону как 9-й отдельный сапёрный батальон Северо-Кавказского округа.
Сформирование произошло на базе 5-го сапёрного батальона. Первым командиром батальона был назначен краском Николай Максимович Тацкий, а военным комиссаром Александр Львович Галенбо.

## Заслуги батальона в мирное время
Постановлением ВЦИК № 158 от 22 апреля 1927 года 1-я рота 9-го отдельного сапёрного батальона 9-го стрелкового корпуса была награждена Орденом Трудового Красного Знамени РСФСР — «за проявленную энергию, хладнокровие и распорядительность начальствующего состава, выносливость и отвагу красноармейцев на строительстве моста через реку Терек у селения Дарг-Кох». В дальнейшем, при переименовании батальона, эта награда 1-й роты перешла на батальон.
9 апреля 1931 года постановлением ЦИК Союза ССР за тушение пожара на Майкопских нефтепромыслах в 1930/31 годах с помощью взрывов наземных и подземных зарядов первыми в Красной Армии были награждены высшею наградою государства рабочих и крестьян на тот момент — орденом Ленина пять сапёров: Калугин К.С., Копылов В.А., Емельянов В. Н., Кипров В. А., Евсиков Н. И..

## Боевой путь в период Великой Отечественной войны
1941 год /с 22 июня/
Симферополь — Перекоп — Ак-Монайский рубеж — Керчь — Темрюк — Новороссийск
1942 год
Новороссийск — Феодосия — Ак-Монайский рубеж — Керчь — Краснодар — Махачкала — Моздок
1943 год
Моздок — Ростов на Дону — Миус — Мариуполь — Каховка — Никополь
1944 год
Никополь — Сиваш — Симферополь — Севастополь — Молоди — Москва — Уршель — Молоди
1945 год
Молоди — Киев — Краков — Катовице — Рыбник — Ратибор — Бреслау — Гросс-Зерхен — Шпремберг — Берлин — Дрезден — Прага
Всего за войну батальоном пройдено 10 250 километров.

## Командование (период)

### Командир батальона
- майор Семерджи Дмитрий Иванович (август 1940—1943)
- гвардии майор Калинцев Александр Васильевич (1943—1945)

### Комиссар батальона, заместитель командира батальона по политической части
- старший политрук, батальонный комиссар, гвардии майор Няшин Дмитрий Степанович

### Начальник штаба батальона
- гвардии старший лейтенант, гвардии капитан Серпинский Владимир Владимирович (октябрь 1943—1945)

### По штату 012/199 (1945 год)
| Офицерский состав  | 26  |
| Сержантский состав | 60  |
| Рядовой состав     | 228 |
| Всего              | 314 |

На оснащении батальона стоял Стальной нагрудник СН-42 в количестве 100 шт..

## Знаки отличия
- В апреле 1943 года за мужество и героизм личного состава батальон удостоен почётного звания «Гвардейский», и получил новый войсковой №.
- В мае 1944 года за освобождение города Севастополь батальону присвоено почётное наименование «Севастопольский».
- За отличное выполнение боевых заданий на фронте борьбы с немецко-фашистскими захватчиками в боях за взятие Берлина, Потсдама, Бреслау, форсирование Нейсе, Шпрее, освобождение Праги 5-й гвардейский отдельный мото-штурмовой инженерно-сапёрный ордена Трудового Красного Знамени Севастопольский батальон награждён орденами: Кутузова 3 степени, Александра Невского (Указы Президиума Верховного Совета СССР от 04.06.45, от 02.04.45) (п.п 91194) .
- Батальон внесён в Перечень соединений и частей инженерных войск, особо отличившихся в Великой Отечественной войне 1941—1945 годов, подготовленный в 1947 году штабом инженерных войск Министерства обороны Союза ССР для занесения на мемориальную доску Центрального исторического военно-инженерного музея (ЦАМО России, ф. 69, оп 12120, д. 771, с. 32 — 36.